# Partia Narodowo-Demokratyczna (Egipt)

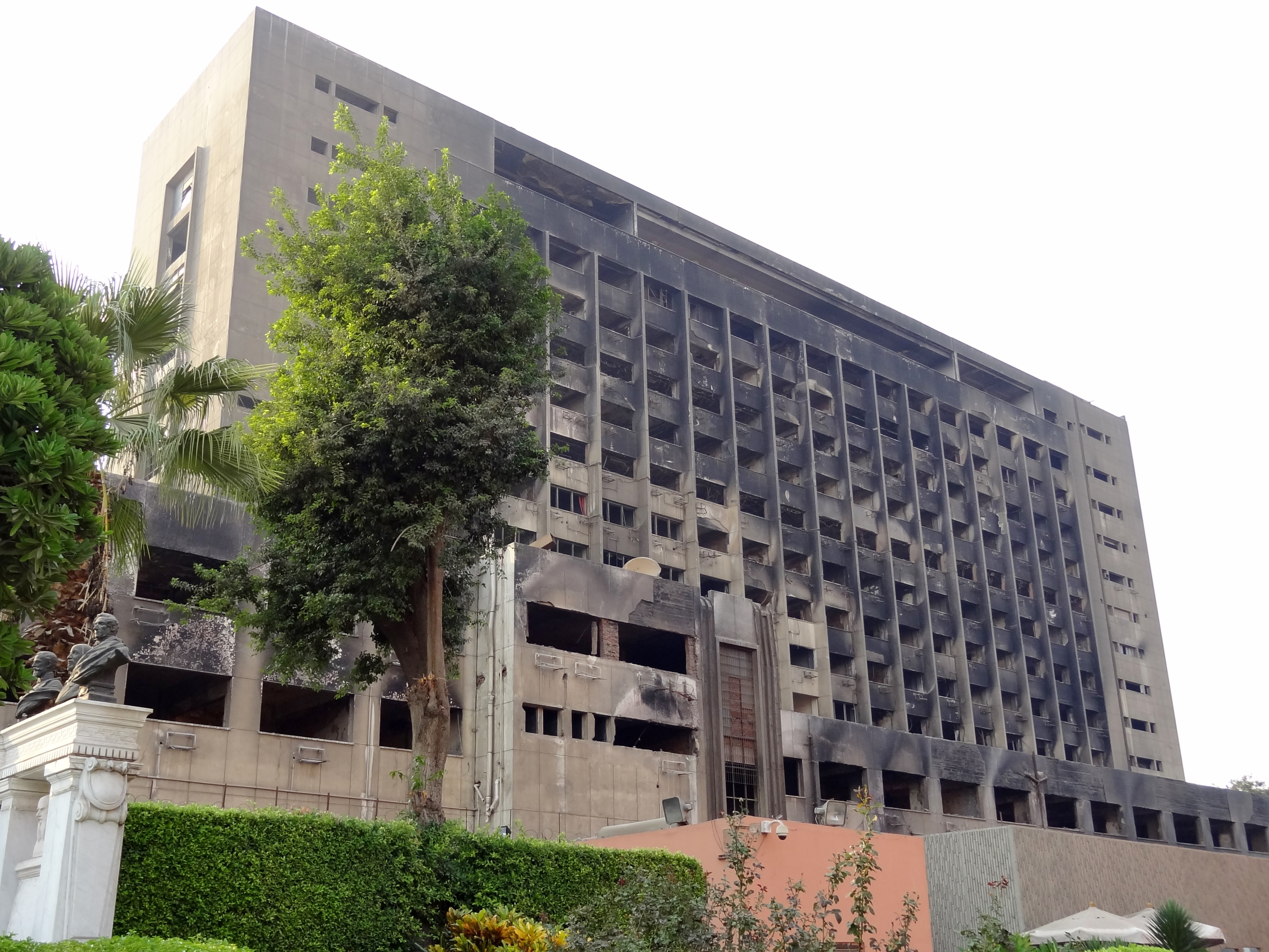
Budynek siedziby głównej NDP w Kairze, który spłonął podczas rewolucji w 2011 roku

Partia Narodowo-Demokratyczna (ar. الحزب الوطني الديمقراطى Al-Ḥizb Al-Waṭanī Ad-Dīmūqrāṭī,  ang. National Democratic Party, znana pod skrótem NDP)  – egipska centrowa partia polityczna działająca w latach 1978–2011.

## Historia
Została założona 2 października 1978 przez ówczesnego prezydenta Anwara Sadata, w wyniku przekształcenia Arabskiej Unii Socjalistycznej. Po jego śmierci 6 października 1981, na czele ugrupowania stanął Husni Mubarak. 
Partia utrzymywała się u władzy nieprzerwanie przez kolejne 30 lat. Protesty zapoczątkowane w styczniu 2011 roku, doprowadziły do upadku rządu Partii Narodowo-Demokratycznej z premierem Ahmadem Nazifem na czele i rezygnacji prezydenta Mubaraka. Po przejęciu władzy przez juntę wojskową feldmarszałka Muhammada Husajna Tantawiego, nowym przywódcą partii został Talaat Sadat, jednak już dwa miesiące później partię rozwiązano. 
Z ramienia Partii Narodowo-Demokratycznej, 10 osób sprawowało urząd premiera Egiptu: Mustafa Chalil (1978–1980), Anwar as-Sadat (1980-1981), Husni Mubarak (1981-1982), Ahmad Fu’ad Muhji ad-Din (1982-1984), Kamal Hasan Ali (1984-1985), Ali Lutfi (1985-1986), Atif Sidki (1986-1996), Kamal al-Dżanzuri (1996-1999), Atif Ubajd (1999-2004) i Ahmad Nazif (2004-2011).